# Barrio el Tamarindo
Barrio el Tamarindo är en ort i Mexiko.   Den ligger i kommunen Axtla de Terrazas och delstaten San Luis Potosí, i den centrala delen av landet, 220 km norr om huvudstaden Mexico City. Barrio el Tamarindo ligger 102 meter över havet och antalet invånare är 320.
Terrängen runt Barrio el Tamarindo är huvudsakligen kuperad, men åt nordväst är den bergig. Runt Barrio el Tamarindo är det tätbefolkat, med 427 invånare per kvadratkilometer. Närmaste större samhälle är Villa Terrazas, 6,1 km öster om Barrio el Tamarindo. I omgivningarna runt Barrio el Tamarindo växer huvudsakligen savannskog.